# Macrosiphoniella brevisiphona
Macrosiphoniella brevisiphona är en insektsart. Macrosiphoniella brevisiphona ingår i släktet Macrosiphoniella och familjen långrörsbladlöss. Inga underarter finns listade i Catalogue of Life.